# Raum der Stille
Ein Raum der Stille ist in der Regel ein überkonfessioneller, spiritueller Ort der Ruhe, der Einkehr und des stillen Gebets an säkulären Orten. Er soll Gelegenheit bieten, einzukehren, um zu entspannen, sich zu besinnen, zu meditieren oder zu beten. Baulich sind die Räume religiös neutral und meist hell gestaltet.

## Beschreibung
Räume der Stille haben sich ab der zweiten Hälfte des 20. Jahrhunderts weltweit verbreitet, sie befinden sich in der Regel an eigentlich säkulär geprägten Orten, an denen viele Menschen verkehren, wie zum Beispiel in Bahnhöfen, Flughäfen, Universitäten, Krankenhäusern und anderen öffentlichen Einrichtungen. Sie sind meist überkonfessionell bzw. religionsübergreifend angelegt und werden üblicherweise nur individuell genutzt, religiöse Zusammenkünfte (Gottesdienste, Freitagsgebete etc.) finden daher nicht statt.
Neben der Bezeichnung „Räume der Stille“ sind auch zahlreiche andere Namen in Gebrauch, so Multireligiöse (Gebets)Räume, Interreligiöse (Gebets)Räume, Meditationsräume, Andachtsräume oder auch Kapellen, im englischsprachigen Raum finden sich u. a. Multifaith Space, Interfaith Space, Quiet Room, Prayer Room, Place of Worship oder Meditation Room. Räume der Stile wird jedoch vielfach als Oberbegriff für all diese Räume verstanden. Je nach Lage und Gestaltung können sie unterschiedlich typisiert werden.
Gelegentlich werden die an die Räume geknüpften Erwartungen kritisiert - entweder weil es ihrer Architektur nicht gelänge, tatsächlich religiös neutral zu sein, da ihre Gestaltung sich immer wieder auch an architektonischen Traditionen bestimmter Religionen orientiere (z. B. christlichen Kapellen) oder weil ihre Konzeption nicht erlaube, dass eine erhoffte interreligiöse Begegnung stattfinde, die zu mehr gegenseitigem Verständnis beitrage. Auch seien sie oft nicht in der Lage, bestimmte Anforderungen einzelner Religionen zu erfüllen. Vor diesem Hintergrund entstehen immer auch wieder konfliktträchtige Situationen, wenn einzelne religiöse Gruppen versuchen, sich Räume anzueignen oder besonders intensiv zu nutzen. Solche Versuche können die gewünschte Neutralität des Raumes verletzen. Im Zuge solcher Konflikte kam es auch immer wieder zur Schließung von Räumen der Stille, z. B. an der TU Dortmund.

## Standorte
Standorte solcher Räume befinden sich z. B. im Brandenburger Tor in Berlin, im Thyssenkrupp-Quartier in Essen und im Funktionsgebäude des Thüringer Landtags in Erfurt. Auch zahlreiche Universitäten bieten entsprechende Räume an. 

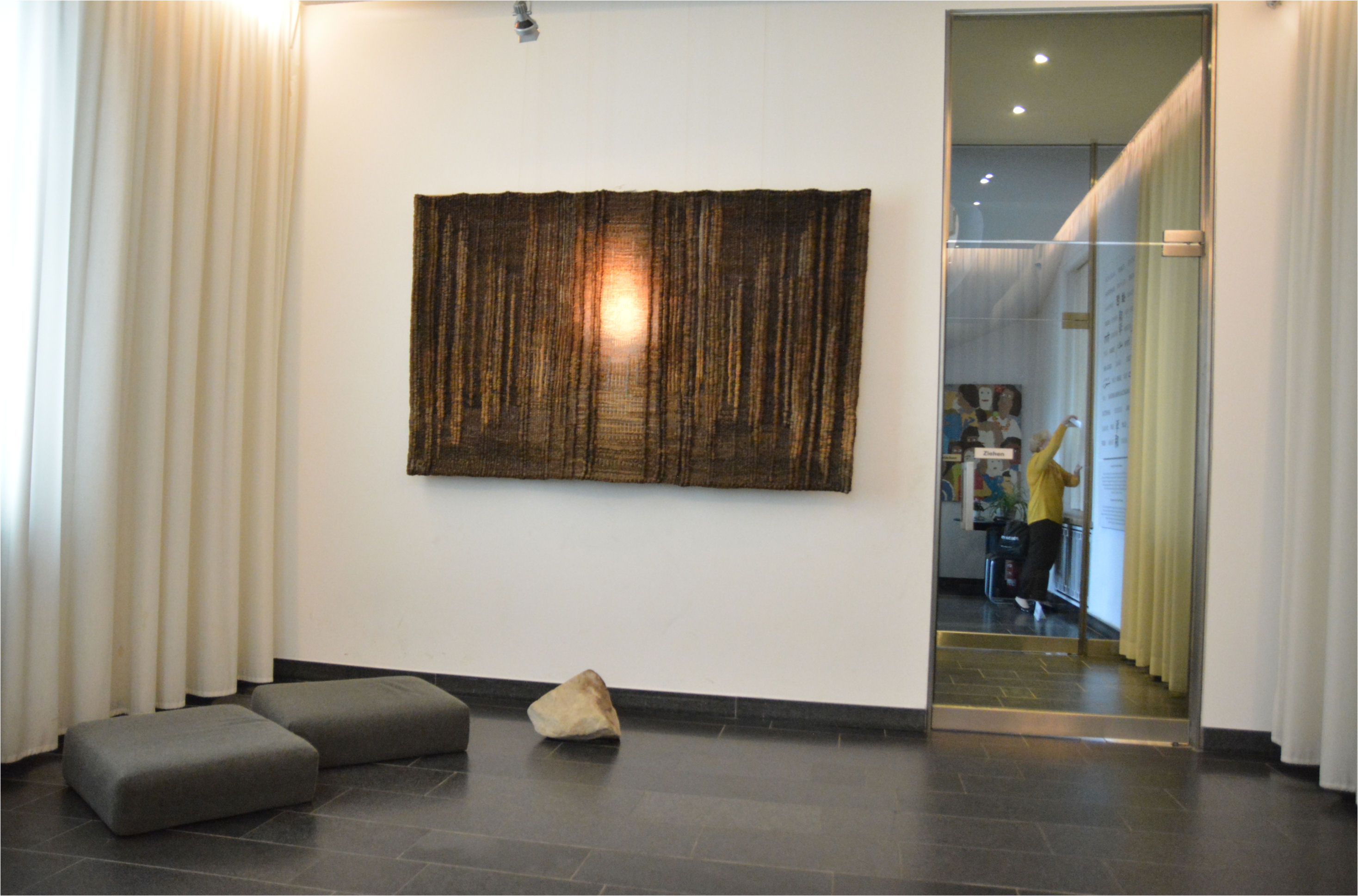
Raum der Stille im Brandenburger Tor
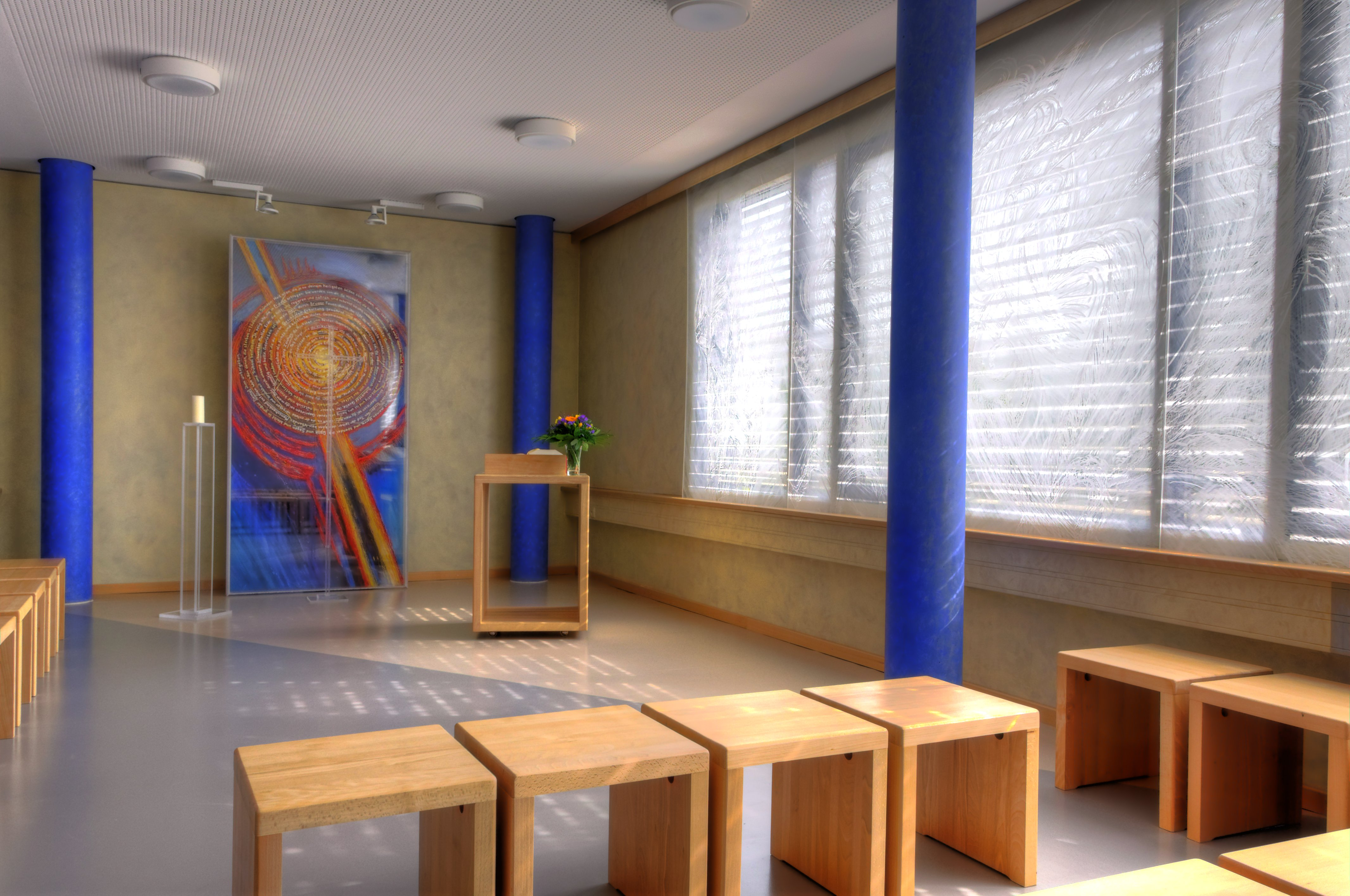
Raum der Stille des Thüringer Landtags
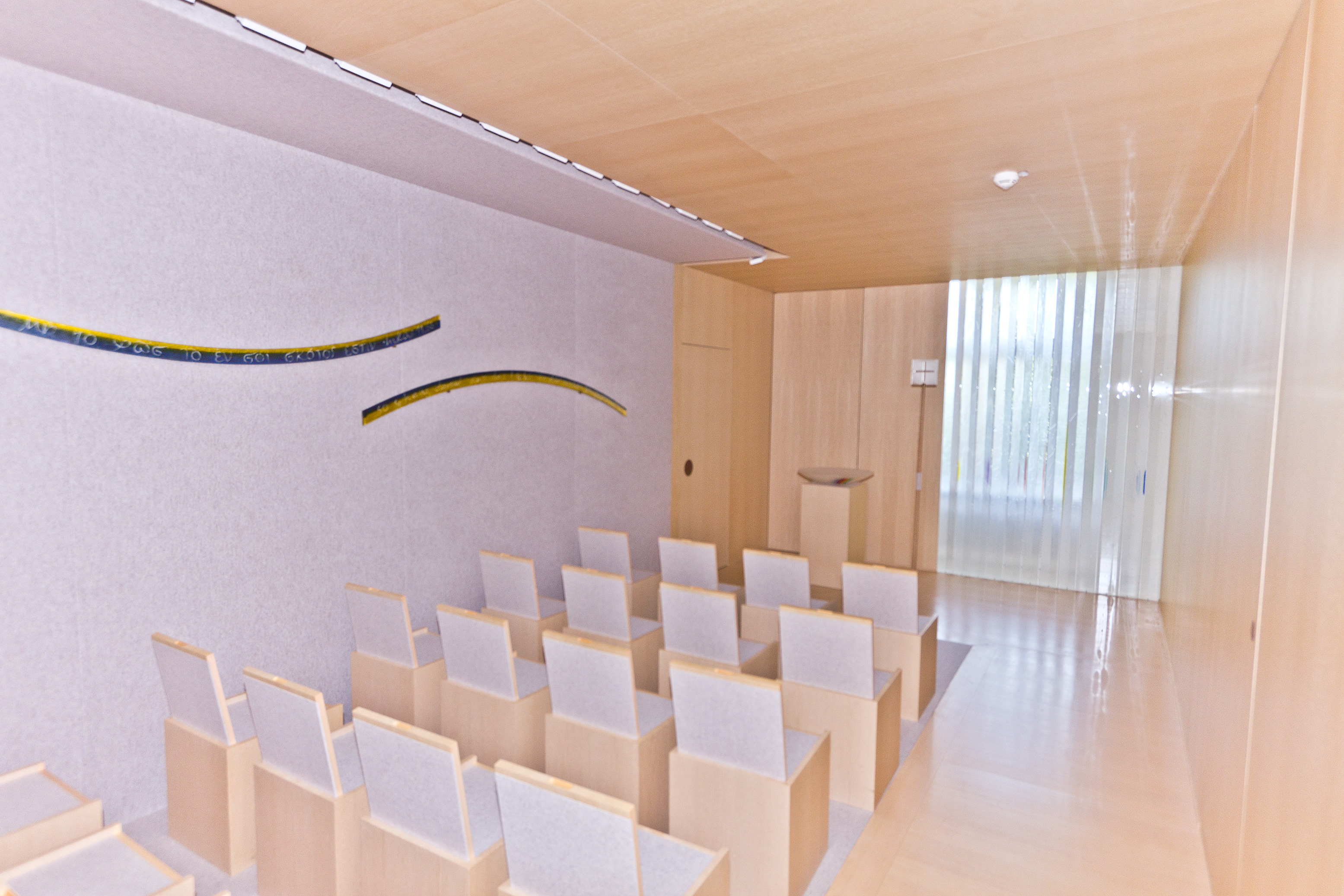
Raum der Stille im Bayerischen Landtag
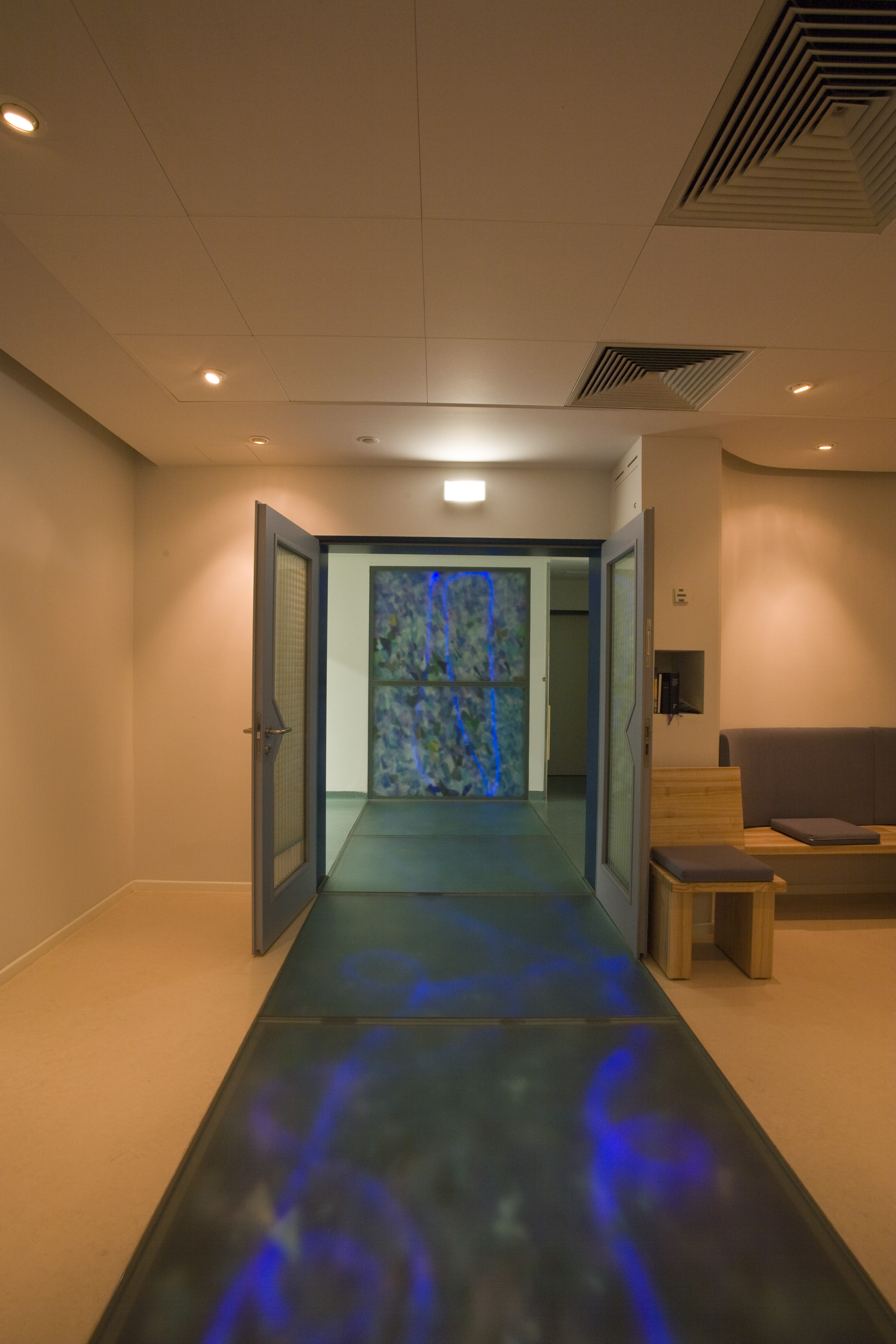
Raum der Stille im Klinikum Agnes Karll Laatzen bei Hannover